# 織田圭祐
織田圭祐（1976年10月27日—），日本男性聲優。青森縣弘前市出生，天蠍座，血型O型。所屬Kenyu Office。舊名為藤田YOSHINORI、藤田圭宣。

## 人物介紹
- 根據本人的說法，性格老實且沉默寡言。
- 討厭人擠人的地方。假日通常會去人少的公園。
- 拿手的技術是繪畫和唱歌。
- 高中時代是合唱部的成員，當時就讀的是男子高中。
- 在高中的學園祭曾扮過女裝。
- 狗和貓之中較喜歡狗。
- 並不太擅長運動。
- 料理是得意技。
- 喜歡香草口味的冰淇淋。討厭的食物是各種類的香菇。
- 在《櫻蘭高校男公關部》之中，與鈴村健一一起飾演常陸院兄弟。在非賣品DVD的聲優座談會中，在沒有排演的情況下與鈴村健一做出了漂亮的合音表演，受到其他演出者的讚賞。（在兩人表演前坂本真綾與齋藤彩夏試著挑戰過合音，但失敗了。）

## 主要參與作品

### 電視動畫
粗體為主角或要角
1997年
- 電光快車俠（紅色日立、親善大使拉比特、由布院之森號二世）

1999年
- 鋼鐵天使（科學家）

2000年
- 學校有鬼（男學生）

2001年
- 少年足球（野内良成）

2004年
- W ～Wish～（岸田智一）
- Keroro軍曹（Kiruru.(Dot)、宇宙船的聲音#129話）

2005年
- 棒球大聯盟2nd season（成瀬、君島、石松、西城）
- 蜂蜜幸運草（山田的哥哥）
- 聖魔之血（亞歷山卓XVIII世）

2006年
- 櫻蘭高校男公關部（常陸院馨、男子#17話）
- 嬌蠻之吻（土永さん）
- ×××HOLiC（烏鴉天狗/艾瑞克）

2007年
- 神靈狩/GHOST HOUND（平田篤司）
- 棒球大聯盟3rd season（石松）
- 交響情人夢（奧山真澄）
- 地球防衛少年（加古功）
- 英雄時代（帕耶特·歐）
- 世界名作劇場系列

悲慘世界 少女珂賽特（尚·普魯維爾）
2008年
- Keroro軍曹 第5輯（Kiruru、KiruruX-55）
- BAMBOO BLADE（岩佐誠）
- 恐龍王-翼龍傳說（三藏）
- ×××HOLiC◆継（烏鴉天狗/艾瑞克）
- S·A特優生（筧肇）
- SOUL EATER（賈斯丁.羅）
- 狂亂家族日記（亂崎銀夏/黃櫻銀一）
- 神薙（田邊先生）
- SKIP·BEAT！ （緒方啟文）

2009年
- 機巧魔神（里見恭武）
- 女王之刃 流浪的戰士（女首領）

2010年
- Angel Beats!（公會人員A）
- 交響情人夢 Finale （奧山真澄）
- 麵包超人（蛋黃醬君〈第2代〉）
- 夢色蛋糕師（九條萬太郎）

2011年
- 請認真的和我戀愛！！ （羽黑黑子）
- 哆啦A夢（店長）
- 食夢者瑪莉（夏克恩特）

2012年
- 交響詩篇AO（韓・朱諾）
- 只要妳說妳愛我（みちる）

2014年
- 愚者信長（亞瑟王）
- 金田一少年之事件簿R（寶樹滋）
- Re：␣ 超能偵探社（駿河）

2015年
- 東京喰種√A（宇井郡）
- 機動戰士GUNDAM 鐵血的孤兒（古達爾·卡塔爾）

2016年
- 春太與千夏～春太與千夏共度青春～（荻本卓）
- Dimension W －第四次元－（サンチョス）
- 魔法使 光之美少女！（弗朗索瓦）（第3話至第28話）
- JoJo的奇妙冒險 不滅鑽石（銀行員）

### OVA
- 動畫古典文學館（弟子、草壁皇子）

### 劇場動畫
2007年
- 超劇場版 Keroro軍曹 2 深海的公主（Kiruru南太平洋）
- 火影忍者疾風傳劇場版（足穗）

2008年
- 空中杀手（飛行員）
- 超劇場版 Keroro軍曹 3 Keroro VS Keroro 天空大決戰（Kiruru南太平洋）

### 廣播劇CD
- 櫻蘭高校男公關部（常陸院馨）
- Love☆Drops 〜奇蹟同居物語〜（藤堂聖）
- W~wish（岸田智一）
- 迷糊餐廳（相馬博臣）
- 狂亂家族日記（亂崎銀夏）

### 音樂CD
- 櫻蘭高校男公關部 サントラ&キャラソン集 前編・後編・特別編

「僕らのLove Style」/「また明日!」（常陸院馨）
- Love☆Drops 〜奇蹟同居物語〜キャラクターソングCD vol.2 Roy&Hijiri

「恋におちたら」（藤堂聖）
- 狂亂家族日記片尾曲

「コードネイムはLady-X」（亂崎銀夏）

### 遊戲
- 魔法氣泡（Skeleton-T）
- Love☆Drops 〜奇蹟同居物語〜（藤堂聖）
- W~wish（岸田智一）
- 櫻蘭高校男公關部PS2版（常陸院馨）
- 櫻蘭高校男公關部NDS版（常陸院馨）
- 交響情人夢PS2版（奧山真澄）
- 帝國千戰記PS2版（冰霧）
- 轉生學園幻蒼錄（安倍晴秋）
- 轉生學園月光錄（鷹取祥悟）